# Tachilek

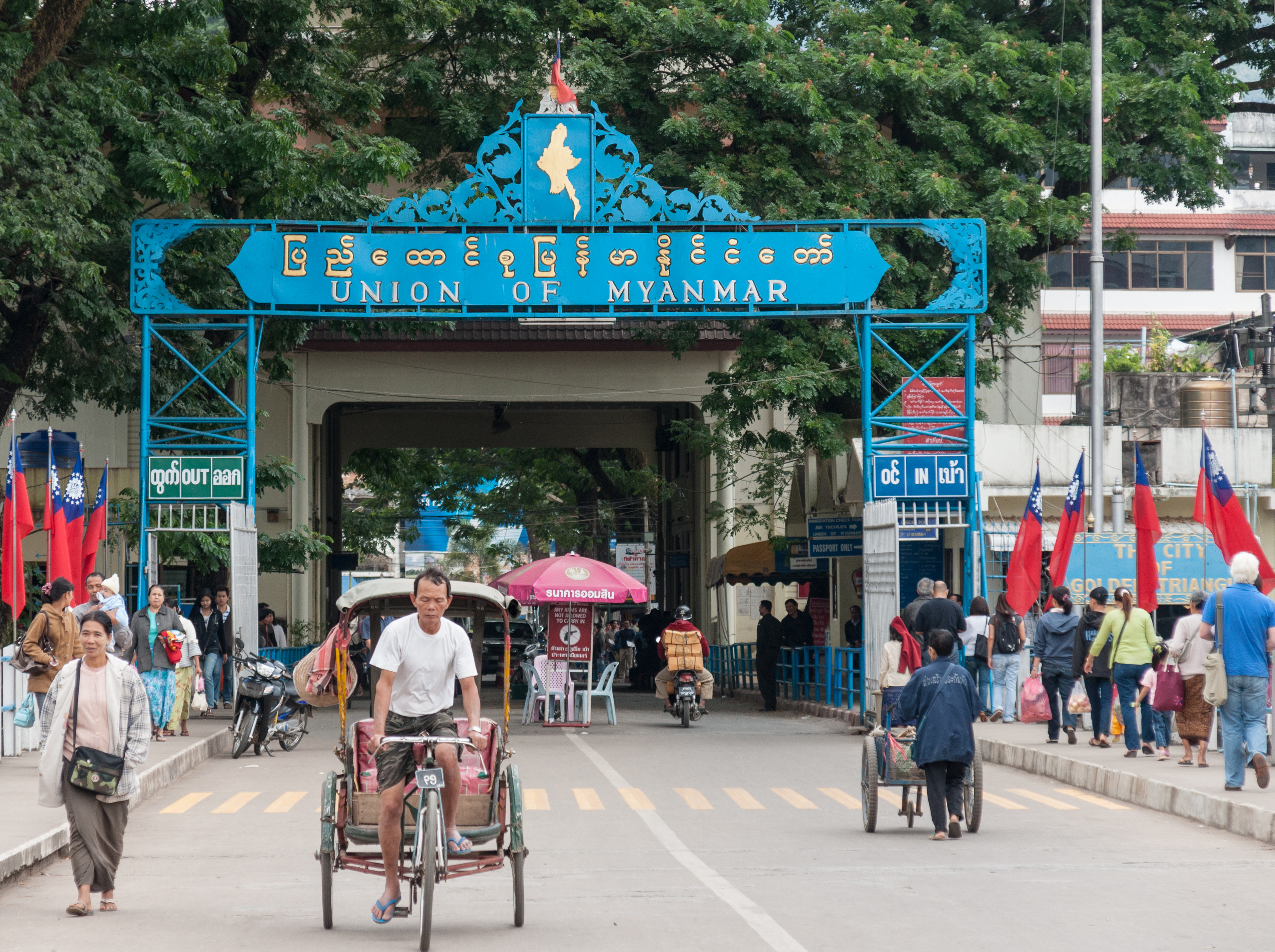
Grenzübergang Tachilek/Mae Sai

Tachilek (birmanisch တာချီလိတ်, BGN/PCGN: tagyileik) ist eine Kleinstadt in Myanmar (Birma). Sie befindet sich im Südosten des Shan-Staates im Goldenen Dreieck. Der Fluss Mae Nam Sai trennt hier Myanmar von Thailand. Auf der anderen Seite des Flusses, in Thailand, liegt die Stadt Mae Sai. Die Landschaft ist als überwiegend hügelig bis bergig einzustufen, während aber ein Großteil der Stadtregion in der Talebene errichtet wurde.

## Bevölkerung
Tachileks Bevölkerung besteht aus einer Vielzahl unterschiedlicher ethnischer Gruppen. Zu diesen gehören Birmanen, Shan, Thais, Bangladescher, Inder, Chinesen, sowie Angehörige regionaler Bergvölker.

## Geschichte
Am 24. März 2011 erschütterte ein Erdbeben der Magnitude 6,8 das Gebiet im Dreiländereck Myanmar, Laos, Thailand und führte auch in Tachilek zu beträchtlichen Schäden.

## Verkehr

### Luftverkehr
- Tachilek Airport (IATA: THL, ICAO: VYTL)

### Straßenverkehr
Hier befindet sich der Hauptgrenzübertritt von Myanmar nach Thailand, wo der Asian Highway AH2 über eine Brücke den Fluss zur Stadt Mae Sai in Thailand überquert. Die Fernstraße 4 (NH4) endet hier.